# 北部高射群
北部高射群（ほくぶこうしゃぐん、英称：Northern Air Defence Missile Group）とは、北部航空方面隊に属している高射群である。本部は三沢基地（青森県三沢市）に所在しており、8つの高射隊を傘下に抱えている。主な任務は、飛来する敵の航空戦力を長射程の地対空ミサイル（SAM）により遠距離で迎撃することである。2023年3月に、6個高射群から4個高射群への再編に伴い、第3高射群と第6高射群が廃止・統合され、新編された。

## 沿革
- 2023年（令和05年）3月16日：第3高射群と第6高射群が整理・統合され、「北部高射群」が三沢基地において編成完結[1]。

## 部隊編成
- 北部高射群本部（三沢基地）
  - 第1指揮所運用隊（千歳基地）
  - 第1整備補給隊（千歳基地）
  - 第9高射隊（千歳基地）
  - 第10高射隊（千歳基地）
  - 第11高射隊（長沼分屯基地）
  - 第24高射隊（長沼分屯基地）
  - 第2指揮所運用隊（三沢基地）
  - 第2整備補給隊（三沢基地）
  - 第20高射隊（八雲分屯基地）
  - 第21高射隊（車力分屯基地）
  - 第22高射隊（車力分屯基地）
  - 第23高射隊（八雲分屯基地）

## 主要幹部
| 官職名         | 階級    | 氏名     | 補職発令日     | 前職             |
| -------------- | ------- | -------- | -------------- | ---------------- |
| 北部高射群司令 | 1等空佐 | 原田一樹 | 2023年03月16日 | 第6高射群司令    |
| 副司令         | 1等空佐 | 久米田昭 | 2025年08月01日 | 西部高射群副司令 |

| 代 | 氏名     | 在職期間         | 前職          | 後職 |
| -- | -------- | ---------------- | ------------- | ---- |
| 01 | 原田一樹 | 2023年03月16日 - | 第6高射群司令 |      |